# Cyphophoenix fulcita
Cyphophoenix fulcita är en enhjärtbladig växtart som först beskrevs av Adolphe-Théodore Brongniart, och fick sitt nu gällande namn av Joseph Dalton Hooker och Carl E. Salomon. Cyphophoenix fulcita ingår i släktet Cyphophoenix och familjen Arecaceae. Inga underarter finns listade i Catalogue of Life.